# 아스카타 이치오
아스카타 이치오(일본어: 飛鳥田 一雄, 1915년 4월 2일~1990년 10월 11일)는 4선 요코하마시장과 6선 중의원 의원을 역임한 일본의 정치인이다.

## 생애

### 정계 입문까지
1915년 4월 요코하마시에서 태어났다. 아버지는 다카마쓰 고검장과 요코하마시의회 의장을 역임한 정치인이었다. 아스카타는 5살 때 소아마비에 걸려 왼쪽 다리에 장애가 남았다. 이를 계기로 이름의 발음을 가즈오(かずお)에서 이치오(いちを)로 고쳤다. 장애를 이유로 진학에 어려움을 겪었지만 나가노 마사요시 등 다른 교사들의 도움을 받아 가나가와현립 제일중학교에 진학할 수 있었다. 이후 구제 미토 고등학교에 진학하고자 입시에 응했는데 장애 때문에 불합격되었다. 아스카타는 3~4개월 정도 집에서만 머문 채 독서에만 열중했는데 특히 미하일 바쿠닌의 서적에 큰 감명을 받았다.
이후 주오 대학 전문부에 진학했지만 중퇴했고 메이지 대학 예과에 진학했다. 영화연구부에서 활동하면서 마르크스주의에 관한 서적을 읽고 좌익적 활동을 시작했다. 1937년 메이지 대학 법학부를 졸업한 뒤 고등문관시험 사법과에 합격하여 변호사가 되었다. 제2차 세계 대전이 끝난 뒤에는 극동국제군사재판에서 BC급 전범의 변호를 맡았다.
1946년 일본사회당에 입당했으며 1949년 요코하마시의회 의원이, 1951년 가나가와현의회 의원이 되었고 1953년 총선에 출마해 당선됐다. 소속 파벌은 사회당 좌파에 속하는 평화동지회였으며 주로 군사 기지 반대를 주장했다.

### 요코하마시장

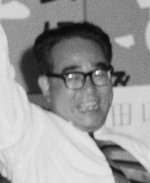
1963년에 촬영한 사진.

1963년 요코하마시장 선거에 출마했다. 당시 아스카타는 '시장실에는 문이 없다', '시민세는 중점 정책으로 시민들에게 돌려주겠다'라고 주장하며 유세를 했고 자유민주당 후보로 나온 다나카 쇼고를 꺾고 당선됐다. 아스카타의 당선 이후 전국에서 혁신자치체가 연달아 탄생하자 아스카타는 혁신자치체의 리더로 여겨졌다. 1964년에는 전국혁신시장회를 결성한 뒤 초대 회장이 되었다.
시장으로서는 1만 시민 집회 등 주민들이 참여하는 직접 민주제를 실현하기 위해 노력했다. 이는 시의회를 경시한다는 비판을 낳기도 했지만 시의원 경험이 있던 아스카타는 역량 등 시의원에 대한 불신이 컸기에 직접 민주제를 중시 여겼다. 또한 공원이나 보육소와 같은 사회자본에 충실을 기하고 시가 소유한 산림을 시민에게 개방하는 한편 고정자산세를 줄이고 녹화 사업에 힘을 쏟았다.
하지만 시장의 권한으로 해결하기 힘든 물가 상승을 억제하기 위해 쓰마고이촌에서 양배추를 산지 직송했는데 시민들에겐 가격상한제를 걸어 판매한 뒤 시의 예산으로 업계의 손해를 보전해줬으며 이시가키섬의 소고기, 심지어 소련에서 유엽어를 수입하는 정책까지 펼쳤다. 또한 대규모 택지 개발에 대응하기 위해 조례까지 회피하는 재량행정을 선보였는데 이 과정에서 노조 출신 공무원이 건설업자로부터 뇌물을 받아 체포되는 일도 있었다.
베트남 전쟁이 한창이던 시절이라 반전·반기지 운동에도 적극적으로 나섰다. 대표적으로 1972년 8월 전차 투쟁이 있으며 미군이 전쟁으로 파손된 전차를 사가미 종합보급창에서 수리한 뒤 요코하마 노스 독으로 수송하려는 걸 방해하기도 했다. 특히 가나가와구의 무라우바시와 사가미하라시의 종합보급창 앞에는 수많은 활동가와 시민들이 모여 시위를 벌였고 만일의 사태를 위해 기동대가 배치되기까지 했다. 또한 정령인 「차량제한령」에 근거해 시도를 관리하는 시장 자격으로 통행제한명령을 내리자 내각에서 정령을 고쳐 주일 미군 차량을 대상으로는 통행제한명령을 내리지 못하도록 바뀌는 계기를 마련해줬다.
1978년 3월 4선까지 임기를 마친 뒤 퇴직했는데 이때 퇴직금을 일반 공무원 기준으로 1,592만 엔만 받고 시장이 받을 수 있는 특별수당 1억 2,888만 엔을 모두 반환했다.

### 사회당 위원장
1977년 12월 13일 사회당이 제41회 정기대회를 개최했다. 당시 위원장 나리타 도모미는 제11회 일본 참의원 의원 통상선거에서 패배한 책임을 지고자 사임 의사를 밝혔는데 이때 정식으로 수리됐다. 그리고 후임 위원장에 아스카타가 선출됐다. 이와 함께 다음 해 3월 상순에 시장직에서 물러났는데 사임에 반대하는 시위가 너무 거세 아스카타는 고향인 요코하마가 아니라 도쿄에서 선거에 출마해야 했다. 1978년 12월 내각총리대신 지명 선거 때는 제1야당 대표가 국회의원 신분이 아니었기에 사회당은 부위원장 시모다이라 쇼이치에게 투표했다.
도쿄도지사 미노베 료키치가 다음 선거에 출마하지 않기로 하면서 새로운 후보자를 옹립해야 했다. 후보로는 전 문부상 나가이 미치오, 경제학자 쓰루 시게토, 무사시노시장 고토 기하치로 등이 있었는데 일본노동조합총평의회(총평)가 지지한 노동운동가 오타 가오루가 최종적으로 공천을 받았다. 총평이 막무가내식으로 밀어붙인 공천에 전 중의원 의원 아소 요시카타가 반발해 무소속으로 출마했고 결국 1979년 4월 선거에서 혁신계 표가 갈리면서 자민·공명·민사 3당의 공천을 받은 스즈키 슌이치가 당선됐다.
같은 해 10월에 실시된 총선에서 아스카타는 도쿄도 1구에 출마해 당선됐다. 하지만 전술했듯이 고향인 요코하마를 등지고 기반이 다져지지 않은 도쿄에 출마하면서 위원장으로서 다른 사회당 후보의 지지 유세에 적극적으로 참여하지 못했고 이는 아스카타의 당내 구심력이 저하하는 데 영향을 줬다.
아스카타는 위원장에 취임하는 조건으로 모든 당원이 참여하는 위원장 직선제 도입을 이루어냈고 열린 정당을 지향하며 이탈리아 공산당의 카드 당원에서 힌트를 얻어 백만 당원 건설 운동을 전개해 당원 확충에 힘을 쏟았다. 또한 1983년 제13회 참의원 의원 통상선거 때 사회당과 일치하는 정책을 내건 58개 시민단체와 정치계약을 체결했다.
당시 사회당은 사회주의협회가 세력을 확장하면서 이와 갈등을 빚는 의원들이 많았고 이들은 당내에서 사회주의협회의 세력을 배제해야 한다는 압력을 받고 있었다. 아스카타는 이를 위해 교조주의적이라고 비판받는 당의 강령 「일본에서 사회주의로의 길」을 개정했다. 또한 총평의 압력도 있었기에 1980년 공명당과 연립 정권을 구상하고 이후 민사당까지 끌어들여 사공민 노선을 내세워 자민당을 압박했다. 하지만 이는 결과적으로 실패했고 사회당의 오랜 공투 대상이던 일본공산당과의 관계가 소원해지게 되었다.
1980년 5월 제2차 오히라 내각에 대한 내각 불신임 결의안을 제출했다. 당시 자민당은 주류파인 오히라 마사요시·다나카 가쿠에이와 비주류인 후쿠다 다케오·미키 다케오 간의 격렬한 다툼이 전개되고 있었기에 사회당이 제출한 불신임 결의안이 자민당 비주류파의 기권으로 통과되었다. 오히라는 즉시 중의원을 해산하여 양원 동시 선거가 이루어졌다. 사회당은 "자민당은 금권으로 부패한 군사 대국의 길을 가려고 한다"라며 자민당을 공격했지만 사공민 노선으로 사회당과 척을 지게 된 공산당은 "사회당은 반혁명 세력이다"라며 사회당을 비판했다. 민사당은 자민당과의 협조를 고려하여 "사회당의 방위 정책이 불명확하다"라며 비판에 가세했다. 선거 도중에 오히라가 급사하자 자민당에게 동정표가 몰려 자민당이 유례없는 대승을 거두었고 아스카타는 당선엔 성공했지만 자민당의 요사노 가오루와 오쓰카 유지에게 밀려 3등에 그쳐야 했다. 당내에선 아스카타가 총리대신이 되긴 힘들 거라는 얘기도 나왔다. 또한 사회당의 전직 의원이던 가토 기요마사가 4등으로 낙선하면서 가토의 지지자들이 아스카타를 성토했고 가토는 사회당을 탈당해 자민당으로 당적을 옮기게 된다.
1981년 12월 위원장 선거에서 사회주의협회, 삼월회, 가쓰마타 세이이치 파벌 등의 지지를 받아 위원장 재선에 성공했다. 아스카타는 우파적 성향을 보이기 시작한 공명당과의 공투를 이어나가는 것에 신중한 입장을 보였고 68%의 득표율을 올리면서 무토 산지와 시모다이라를 여유롭게 이겼다.
1982년 좌파 성향의 바바 노보루를 서기장에 발탁하자 우파가 반발했고 또 다시 아스카타의 리더십이 시험대에 올랐다. 1983년 참의원 선거 때 사회당이 패배하자 결국 위원장을 사임했고 이와 함께 정계도 은퇴했다.

### 정계 은퇴 이후
제2차 아쓰기 기지 소음 공해 소송에 참여해 시민들을 변호했다.
만년에 쓴 회고록에서 "한때의 마르크스 소년으로서 최근(1986년)의 마르크스에 대한 해석이 부족하다고 생각한다. 마르크스의 위대함은 애덤 스미스나 데이비드 리카도의 경제학, 게오르크 빌헬름 프리드리히 헤겔이나 루트비히 포이어바흐의 철학, 그리고 프랑스의 정치 사상, 이런 것들을 추적하고 넘어서서 하나의 학문 체계를 만들어낸 점에 있다고 생각한다. 그런데 지금은 마르크스의 이론이 현실과 맞지 않다, 시대에 뒤떨어졌다 그렇게들 말한다. 마르크스에서 멈춰 서서 더 이상 발전하지 못하고 있는데 그런 자세는 마르크스가 가르치는 것과는 완전히 반대다", "보수와 혁신으론 더 이상 세상을 설명할 수 없다. 물론 이데올로기는 중요하지만 지금과 같은 의식으론 자본주의 사회에 대항하는 건 어렵다"라고 말했다.
1990년 10월 뇌경색으로 가마쿠라시의 한 병원에서 사망했다.

## 역대 선거 기록
|  | 11.2% |

|  | 20.1% |

|  | 18% |

|  | 17.6% |

|  | 29.2% |

|  | 42.86% |

|  | 62.02% |

|  | 69.85% |

|  | 69.52% |

|  | 21.23% |

|  | 17.04% |

## 참고 문헌
- 飛鳥田一雄『生々流転 飛鳥田一雄回想録』朝日新聞社、1987年。
- 衆議院・参議院編『議会制度百年史 - 衆議院議員名鑑』大蔵省印刷局、1990年。
- 『現代政治家人名事典』日外アソシエーツ、1999年。
- 船橋成幸『〈証言〉戦後半世紀の政治過程 混迷のいま、21世紀へのメッセージ』明石書店、2001年。
- 『国政選挙総覧：1947-2016』日外アソシエーツ、2017年。